# Belmont (Califòrnia)
Belmont és una població dels Estats Units a l'estat de Califòrnia. Segons el cens del 2000 tenia 25.123 habitants.

## Demografia
Segons el cens del 2000, Belmont tenia 25.123 habitants, 10.418 habitatges, i 6.542 famílies. La densitat de població era de 2.141,3 habitants per km².
Dels 10.418 habitatges en un 26,4% hi vivien nens de menys de 18 anys, en un 52,6% hi vivien parelles casades, en un 7,1% dones solteres, i en un 37,2% no eren unitats familiars. En el 27,2% dels habitatges hi vivien persones soles el 7,3% de les quals corresponia a persones de 65 anys o més que vivien soles. El nombre mitjà de persones vivint en cada habitatge era de 2,35 i el nombre mitjà de persones que vivien en cada família era de 2,89.
Per edats la població es repartia de la següent manera: un 19,3% tenia menys de 18 anys, un 6,5% entre 18 i 24, un 35,9% entre 25 i 44, un 25,1% de 45 a 60 i un 13,2% 65 anys o més.
L'edat mediana era de 39 anys. Per cada 100 dones de 18 o més anys hi havia 94,6 homes.
La renda mediana per habitatge era de 80.905 $ i la renda mediana per família de 95.722 $. Els homes tenien una renda mediana de 63.281 $ mentre que les dones 46.957 $. La renda per capita de la població era de 42.812 $. Entorn de l'1,7% de les famílies i el 4% de la població estaven per davall del llindar de pobresa.

## Poblacions més properes
El següent diagrama mostra les poblacions més properes.